# XXIV Congresso del Partito Comunista dell'Unione Sovietica
Il XXIV Congresso del Partito Comunista dell'Unione Sovietica (PCUS) si svolse dal 30 marzo al 9 aprile 1971 a Mosca.

## Lavori
Il Congresso vide la partecipazione di 4 740 delegati con voto deliberativo e 223 con voto consultivo, in rappresentanza di 13 810 089 membri e 645 232 candidati membri del partito.
Nel Comitato centrale vennero eletti 241 membri effettivi e 155 candidati.